# Ritrinciato
Ritrinciato è un termine utilizzato in araldica per indicare la croce finita a rombi.

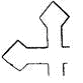
Croce ritrinciata
Croce patente, ritrinciata e pomettata (stemma di Pisa)
Croce ritrinciata d'argento (Montauro)